# Collegiata di Santa Maria Assunta (Ariccia)
La collegiata di Santa Maria Assunta in Cielo (in latino: Ecclesia collegiata Beatae Mariae Virginis Dei Matris in Coelum Assumptae) è il principale luogo di culto cattolico del comune di Ariccia, nell'area dei Castelli Romani, in città metropolitana di Roma Capitale e sede suburbicaria di Albano.
Una collegiata con questa denominazione esisteva ad Ariccia fin dal VI secolo, ma l'attuale edificio con prospetto principale sulla monumentale piazza di Corte è stato costruito tra il 1663 ed il 1665 per interessamento della famiglia Chigi su progetto di Gian Lorenzo Bernini, con il contributo di altri importanti artisti attivi a Roma nel Seicento. La chiesa, inserita tra i beni monumentali schedati della provincia di Roma, è oggi la principale sede parrocchiale del comune, unita alla parrocchia del santuario di Santa Maria di Galloro.

## Storia
Il capitolo della collegiata di Santa Maria Assunta ad Ariccia è probabilmente il più antico della diocesi suburbicaria di Albano Laziale e sicuramente uno dei più importanti -assieme al capitolo della basilica di San Barnaba a Marino-, come stabilito dai sinodi diocesani del 1668, del 1687 e del 1847. Già nel 1404 la collegiata risulta possedere tale dignità: anzi, lo storico settecentesco Nicola Ratti nella sua Storia di Genzano, con note e documenti discute sulla possibilità che ad Ariccia avessero sede ben tre collegiate -Santa Maria Assunta, Santa Maria in Petrola e San Pietro de Aritia-, di cui due -secondo lui- spostate da qualche altro luogo vicino ormai abbandonato. Fino al 1473, anno in cui il feudo di Ariccia venne acquistato dalla famiglia Savelli, l'abitato rimase pressoché spopolato e la collegiata fu abbandonata a tal punto che la trascuratezza dei sei canonici assegnatile fece sorgere nella metà del Cinquecento una controversia risolta dalla Congregazione del Concilio nel 1566, per cui i suddetti canonici vennero obbligati a risiedere presso la loro sede e a darsi un simbolo, un sigillo ed un luogo di ritrovo. Tuttavia, la situazione dei canonici ariccini non era stabile: nel 1576, il cardinale vescovo della diocesi suburbicaria di Albano Fulvio Giulio della Corgna ridusse a quattro il numero dei canonici che operavano assieme all'arciprete, ed assegnò loro delle rendite più cospicue tramite una migliore divisione delle rendite della collegiata. Più tardi, nel 1583, il cardinale vescovo Alfonso Gesualdo proibì il subaffitto degli alloggi che i canonici avevano presso la collegiata, e vietò l'ingresso di uomini e donne negli stessi.
Il 16 maggio 1665 l'arciprete ed i quattro canonici ariccini presero possesso ufficialmente della nuova collegiata edificata dai Chigi, tuttavia la loro posizione rimase in un limbo giuridico fino a che il 10 marzo 1667 papa Alessandro VII non ratificò la nomina a collegiata insigne della chiesa, trasferendovi tutto ciò che prima aveva sede presso la vecchia collegiata. Il numero dei canonicati passò da quattro a cinque grazie al finanziamento di scudi 1800 concesso dal principe Agostino Chigi ed autorizzato da Alessandro VII l'11 giugno 1665: tuttavia, una reale ripartizione dei canonicati che portò alla creazione di dieci canonici ad Ariccia venne effettuata solo con la summenzionata bolla del 10 marzo 1667. Due nuovi posti da canonico vennero creati in Ariccia grazie alla donazione al capitolo dei beni della vedova Domenica Antonia Felli di Ardea, fatta il 2 ottobre 1758, resa effettiva alla morte della donna il 18 ottobre 1763 e ratificata dal cardinale vescovo della diocesi suburbicaria di Albano Fabrizio Serbelloni.
Tra i canonici di Ariccia, vanno menzionati il martire marchigiano Carlo Tarugi, singolare personaggio già vicario generale della diocesi suburbicaria di Albano e segretario di diversi prelati, che decise di emigrare nell'Impero ottomano, dove venne ucciso negli anni settanta del Seicento; il velletrano Adriano Toruzzi, il nobile Giacomo Sarnano, il letterato settecentesco Gian Preti Arzani, lo storico Emanuele Lucidi, autore delle Memorie storiche dell'antichissimo municipio ora terra dell'Ariccia, e delle sue colonie di Genzano e Nemi, il teologo Francesco Guidobaldi e il perseguitato politico durante l'occupazione napoleonica Giovanni Nattista Leuci.

### La collegiata antica
L'antica chiesa collegiata di Ariccia venne fondata in età molto antica nel sito dell'attuale chiesa sconsacrata di San Nicola di Bari, che occupa una parte della navata principale dell'antica collegiata stessa.
La collegiata in questione, dedicata anch'essa alla Madonna, venne forse fondata addirittura nel VI secolo, durante la breve parentesi del regno ostrogoto d'Italia di Atalarico (526 - 534), come riportavano alcune medaglie celebrative rinvenute nel Seicento nel luogo dell'antica chiesa.
La collegiata possedeva numerose proprietà nel territorio ariccino, come testimoniato da quattro istrumenti notarili conservati nell'archivio del monastero dei santi Alessio e Bonifacio in Roma datati tra il 1281 ed il 1296.
In seguito al progressivo spopolamento di Ariccia la collegiata assieme ai suoi beni, ed alle altre due chiese ariccine di Santa Maria in Petrola -ubicata probabilmente nell'area di Vallericcia- e di San Pietro de Aritia venne assegnata da papa Bonifacio IX all'abbazia di Sant'Anastasio alle Tre Fontane in Roma con bolla del 1º febbraio 1404.
L'antica collegiata, secondo quanto ricostruisce lo storico e canonico ariccino Emanuele Lucidi, era lunga 120 piedi-calcolando l'equivalenza di un piede romano a 30 centimetri, circa 35 metri, calcolandolo a 50 centimetri, circa 60 metri- ed aveva dieci altari laterali. Oltre alla porta principale, probabilmente rivolta verso l'attuale corso Giuseppe Garibaldi, nel 1557 venne aperta una porticina laterale verso ovest. Il presbiterio era stretto, l'altare maggiore -probabilmente un altare in marmo bianco rinvenuto durante scavi nel sito dell'antica chiesa nel 1852- addossato al muro e separato dalla navata da una balaustra di legno: sulla parete di fondo, era dipinta l'assunzione di Maria. La chiesa era dotata di una torre campanaria, e di un portico antistante l'ingresso, al secondo piano del quale erano collocate le stanze riservate ai canonici. Il tetto, a quanto riferisce il Lucidi, era in legno e non in buono stato. La sagrestia era collocata sotto al piano della chiesa; il cimitero era stato ricavato in due grandi fosse comuni praticate nel pavimento in peperino della chiesa stessa, che si esaurirono nel 1633 rendendo necessario lo svuotamento delle medesime in un terreno adiacente alla chiesa: e l'arciprete dell'epoca, Leonardo Garfagnano, venne anche accusato di aver fatto gettare le ossa dei morti ariccini in luogo non consacrato.
Numerosi papi vennero ad Ariccia e visitarono la collegiata: tra essi, papa Pio II, papa Sisto V, papa Clemente VIII e papa Urbano VIII. E fu proprio un pontefice, papa Alessandro VII, ad ordinare la demolizione della collegiata antica in luogo di una nuova collegiata, il 27 aprile 1665. I Chigi ebbero cura di far lasciare in piedi una parte dell'antica collegiata, che dietro progetto di Luigi Bernini, fratello del più famoso Gian Lorenzo Bernini -in quel periodo impegnato nella realizzazione del complesso monumentale chigiano- divenne l'attuale chiesa sconsacrata di San Nicola di Bari, assegnata come sede più capiente al locale collegio dei padri dottrinari il 16 ottobre 1665.
Delle opere più pregevoli conservate nella collegiata distrutta, alcune furono distrutte, altre riutilizzate. Due colonne di granito che sostenevano gli archi delle navate, ad esempio, erano rimaste ai lati della facciata della chiesa di San Nicola di Bari e vennero adeperate nel 1751 per sorreggere il balcone della facciata principale di Palazzo Chigi; diverse lapidi funerarie erano conservate ancora alla fine del Settecento dai padri dottrinari nel cortile del collegio di San Nicola e in altre abitazioni private. Dei dipinti che adornavano l'antica collegiata, la maggior parte tornarono alle famiglie che li avevano commissionati: una Visitazione della Vergine e la statua in legno dorato di sant'Apollonia, opere commissionate dalla famiglia Savelli, sono ancora oggi conservate presso l'attuale collegiata.

### La fondazione della nuova collegiata

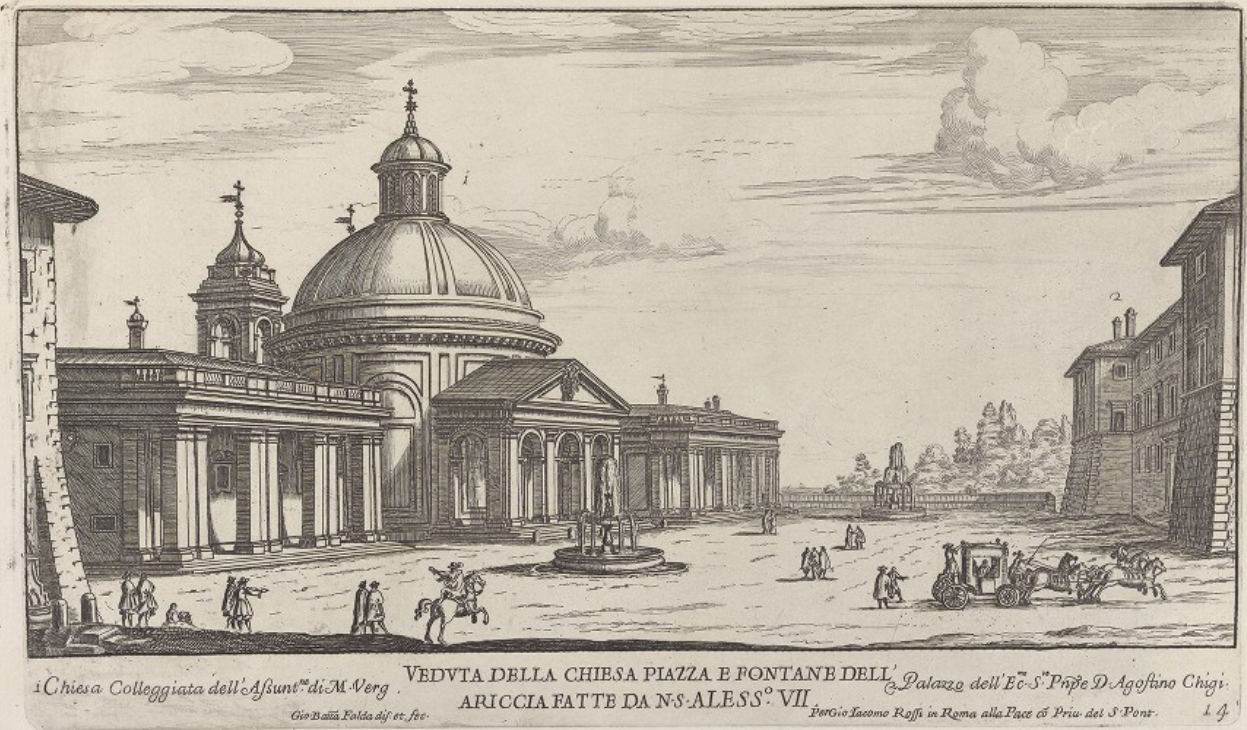
L'esterno della collegiata in un'incisione di Giovanni Battista Falda (1665)

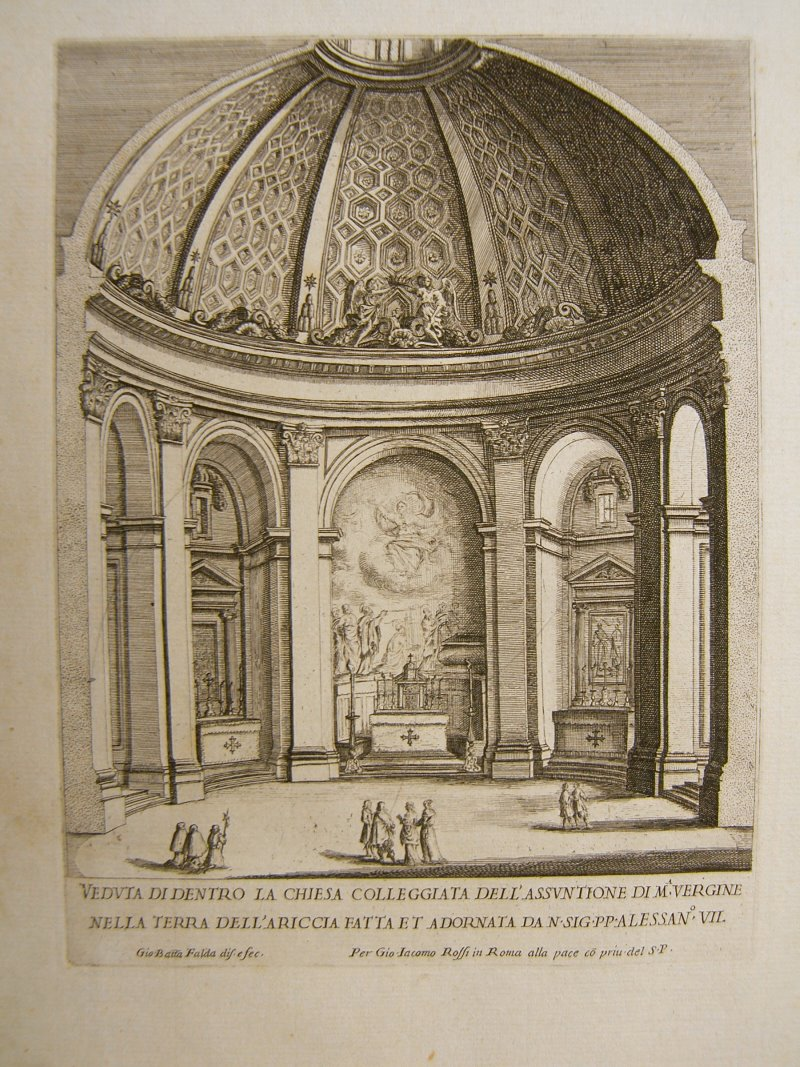
L'interno

Il 20 luglio 1661, i tre nipoti di papa Alessandro VII, ovvero il cardinale Flavio Chigi ed i suoi fratelli Mario ed Agostino, acquistarono il feudo di Ariccia dal cardinale Paolo Savelli e da suo fratello Giulio, al prezzo di 358.000 scudi: iniziò per Ariccia un periodo di grande rinnovamento urbanistico ed economico.
Papa Alessandro VII maturò subito il desiderio di costruire nel nuovo feudo una collegiata che fosse più bella e funzionale, pertanto iniziò ad acquistare numerose case in prossimità dell'attuale piazza di Corte -l'acquisto dei lotti più importanti fu siglato con l'istromento del 25 giugno 1663-. Il costo per i lavori di muratura, stucco e pittura -con la partecipazione di grandi artisti come Gian Lorenzo Bernini, Antonio Raggi, Jacques Courtois il "Borgognone", Raffaele Vanni, Ludovico Gimignani, Giacinto Gimignani, Bernardino Mei, Alessandro Mattia da Farnese- ammontò a 84.000 scudi, probabilmente provenienti -almeno in parte- dal lascito testamentario del cardinale Giulio Mazzarino, già ministro capo del regno di Francia.
Ad ogni modo, la benedizione della nuova collegiata a lavori terminati si tenne il 16 maggio 1665, quando prima il cardinale Flavio Chigi assieme al capitolo di Ariccia benedissero la chiesa, poi papa Alessandro VII assistito da numerosi cardinali -segnatamente il cardinale vescovo della diocesi suburbicaria di Albano Giovanni Battista Pallotta, Paolo Savelli, Pier Luigi Carafa, Giovanni Battista Spada- celebrò una solenne funzione, e quindi la chiesa venne consegnata ufficialmente all'arciprete e al capitolo stesso.
Nonostante l'architettura della chiesa sia celebrata addirittura come una delle opere più perfette del Bernini, pare che l'opera non risultò gradita completamente a papa Alessandro VII, perché risultava piuttosto poco funzionale per la celebrazione della liturgia. Così, la scarsa praticabilità del presbiterio venne compensata nel 1687, quando il cardinale Flavio Chigi ordinando la traslazione presso la chiesa delle reliquie di san Deodato di Nola fece staccare l'altare dalla parete e ricollocarlo più al centro dell'abside, e poi nel 1779, quando l'area presbiteriale venne allargata e delimitata da una balaustra di legno. Nel 1683 venne restaurato il tetto della chiesa poiché per un difetto nella costruzione l'acqua piovana tendeva ad entrare in chiesa dal tetto spiovente anziché scolare verso gli appositi tubi.

### Il Settecento

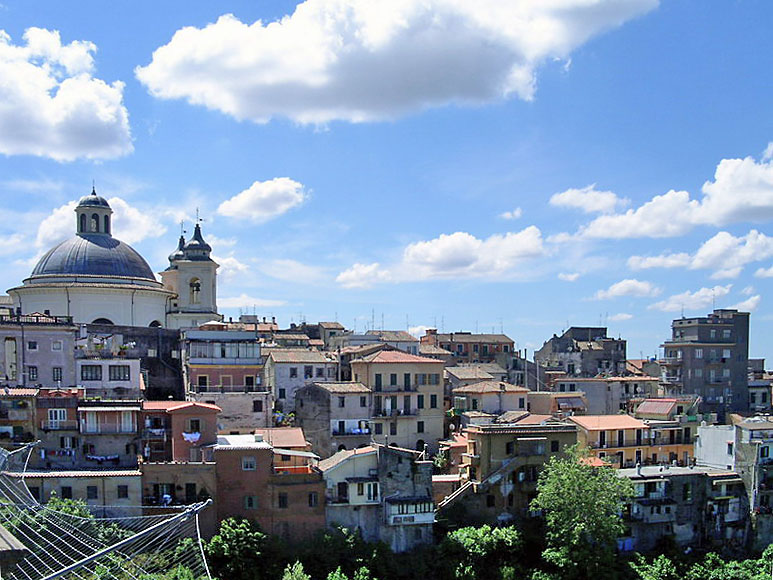
Ariccia dal ponte di Ariccia

La mancanza di una sagrestia capiente -considerando che già dal 1667 la collegiata era stata canonicamente istituita a tutti gli effetti con un numero portato da cinque a dieci canonici- venne compensata nel 1769, quando il canonico ariccino Paolo Minini donò alcuni locali adiacenti alla collegiata con uso di sagrestia, stanze che vennero unite alla sagrestia vecchia grazie al finanziamento di scudi cento donati dal marchese piacentino Orazio Casati a prezzo di una messa cantata annua in suo suffragio. Nel 1775 la Congregazione dei Riti autorizzò la celebrazione della messa da parte di sacerdoti vecchi o malati in una cappella ricavata nella sagrestia della collegiata. L'originaria cantorìa dell'organo, situata sopra la porta d'ingresso principale della chiesa, era in peperino: a causa della sua pesantezza che poteva compromettere la stabilità dell'edificio, nel 1753 il principe Agostino Chigi fece rifare cantorìa ed organo per una spesa di 1200 scudi. Nel 1759 vennero compiuti nuovi lavori sul tetto della chiesa, per ovviare agli stessi problemi di costruzione a cui avevano messo una pezza i restauri del 1683: infatti, persino l'imponente affresco del catino dell'abside era stato rovinato dall'acqua, e dovette essere ridipinto dal pittore Masucci.
Il principe Sigismondo Chigi, non appena prese possesso del feudo di Ariccia nel 1771, non esitò ad investire la somma di 12.000 scudi per il rifacimento della altre parti rovinate della chiesa e per dare a piazza di Corte la sua sistemazione attuale, con la collocazione dell'attuale iscrizione sulla facciata della chiesa e sui cornicioni dei due casini laterali.
La consacrazione ufficiale della collegiata, e dell'altare laterale intitolato alla Santissima Trinità ed a sant'Agostino di Ippona, fu celebrata il 18 ottobre 1778, terza domenica del mese, dal cardinale vescovo della diocesi suburbicaria di Sabina Andrea Corsini. A causa della saturazione del cimitero posto sotto il pavimento della chiesa, nel 1780 il principe Sigismondo Chigi decise di vietare la tumulazione di corpi presso la collegiata ed ordinò a sue spese il trasporto delle ossa ivi contenute nel nuovo cimitero situato accanto alla chiesa di San Rocco, nell'attuale quartiere omonimo appena fuori porta Napoletana.
Dopo l'occupazione di Roma del 9 febbraio 1798, compiuta dall'armata rivoluzionaria francese comandata dal generale Louis Alexandre Berthier, il potere temporale pontificio venne misconosciuto e già il 15 febbraio venne proclamata la Repubblica Romana: nell'area dei Castelli Romani, Frascati, Albano Laziale, Velletri e Marino si proclamarono repubbliche sorelle della Repubblica Romana nei giorni immediatamente successivi. L'11 aprile 1798 un commissario francese venne inviato ad Ariccia dal governo di Albano per requisire tutti i preziosi conservati presso il santuario di Santa Maria di Galloro, da cui erano stati cacciati i monaci vallombrosani: per custodire meglio l'immagine della Madonna di Galloro da furti e profanazioni gli ariccini decisero così di portarla al sicuro nella collegiata. Il Settecento si chiuse per Ariccia con i disordini legati al transito delle truppe francesi e napoletane in combattimento: alla Madonna di Galloro, allora conservata nella collegiata, si attribuisce il miracolo di aver allontanato oltre tremila francesi che stavano bivaccando per le strade del paese con la notizia dell'arrivo dell'esercito sanfedista.

### Dall'Ottocento al Duemila

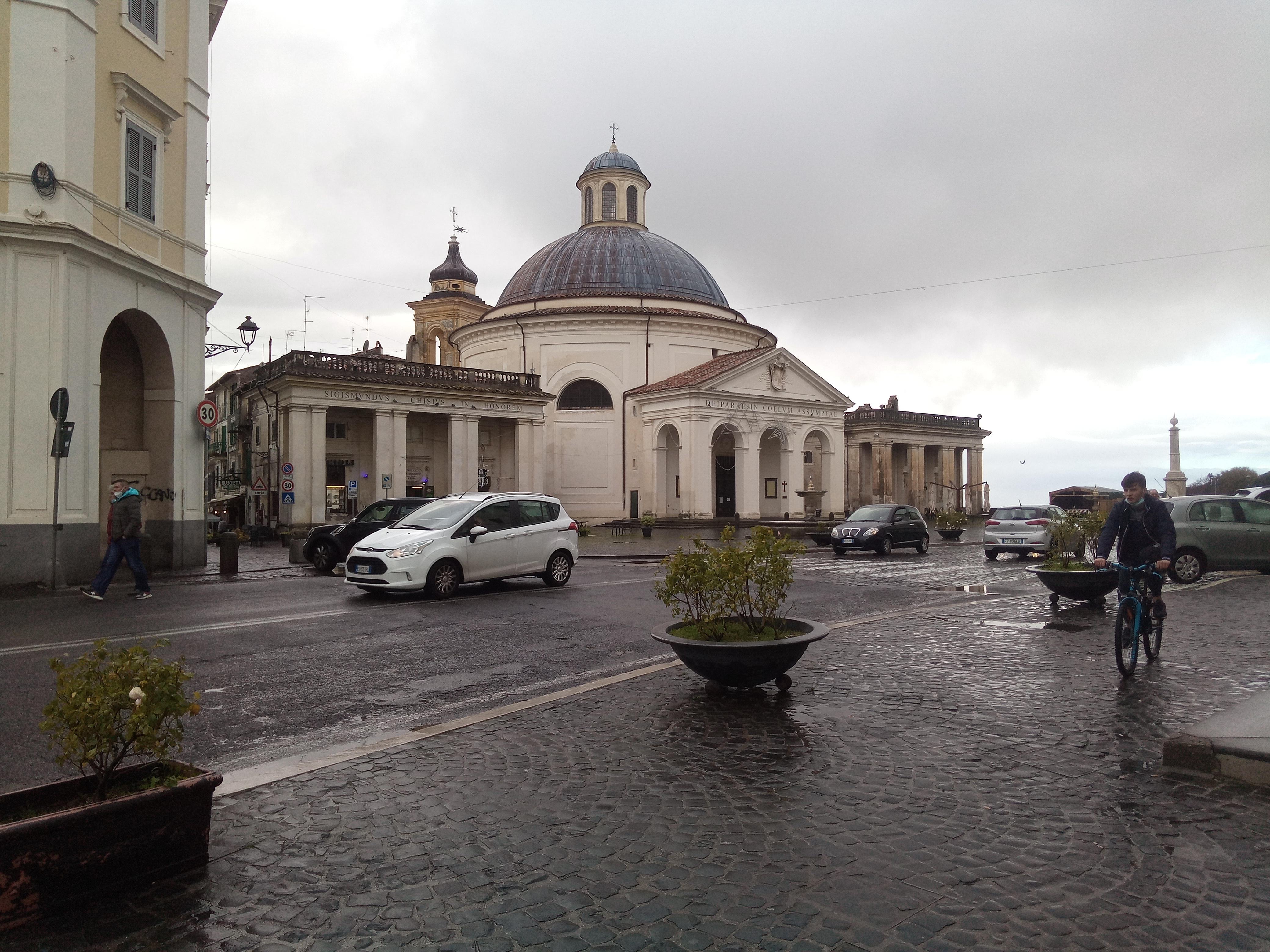
La collegiata nel 2020

Passata la prima invasione francese, dopo il ritorno del potere temporale pontificio alcuni monaci vallombrosani tornarono ad abitare nel santuario di Santa Maria di Galloro, e pretesero la riconsegna dell'immagine della Madonna di Galloro, ancora nella collegiata. Poiché l'arciprete ed i canonici non volevano cedere, la controversia fu portata al cospetto di papa Pio VII -in quel momento esule a Venezia- che ordinò che l'immagine fosse riconsegnata al santuario. Il trasporto avvenne nella notte tra il 5 ed il 6 novembre 1801: da allora la Madonna di Galloro non ha più abbandonato l'omonimo santuario. Papa Pio VII si recò in visita presso la collegiata il 23 ottobre 1803, e concesse ai canonici il privilegio di indossare il rocchetto. La chiesa durante la seconda guerra mondiale fu scampata dai bombardamenti aerei anglo-americani, che colpirono Ariccia il 1º febbraio 1944 distruggendo la parte settentrionale di Palazzo Chigi ed il ponte di Ariccia. Alcuni lavori di riqualificazione furono iniziati a partire dalla fine degli anni ottanta.
Nell'estate 2008 alcuni parrocchiani hanno sollevato una protesta contro il provvedimento di trasferimento del parroco don Pietro Massari presso la basilica di San Barnaba a Marino disposto dal vescovo della diocesi suburbicaria di Albano Marcello Semeraro, in carica ad Ariccia da ben ventitré anni: la protesta ha avuto ampia risonanza sulla stampa locale e nazionale e sollevando simili proteste in occasione di trasferimento di parroci disposto dal vescovo diocesano (a Coldirodi, frazione di Sanremo, in Liguria). Le richieste dei manifestanti non sono state accolte, il trasferimento è avvenuto e la situazione si è andata normalizzando dopo l'arrivo del nuovo parroco don Aldo Anfuso.

## Descrizione
(Papa Alessandro VII, Breve apostolico Quam super choros Angelorum del 10 marzo 1667.)

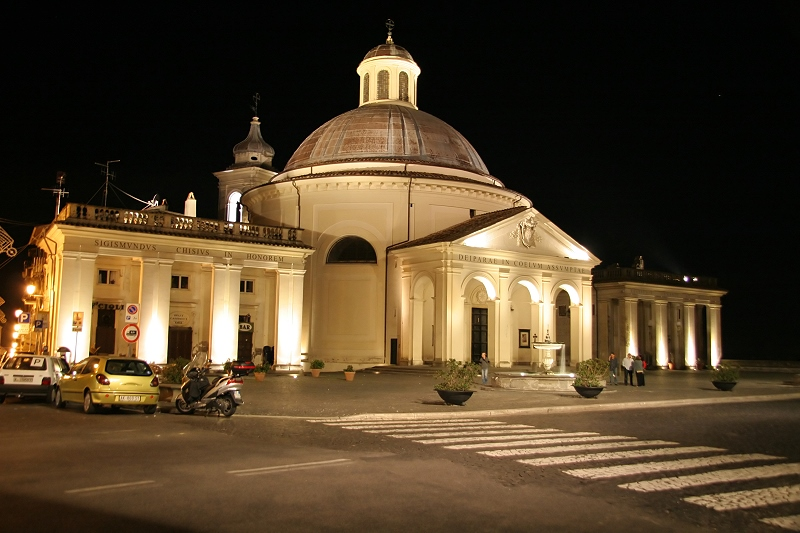
La collegiata ed i casini porticati laterali in una veduta notturna

La collegiata, come già si è detto, è stata un'opera progettata da Gian Lorenzo Bernini su commissione della famiglia Chigi e di papa Alessandro VII: allo stesso progettista sono da attribuire tutti gli edifici che prospettano su piazza di Corte -pur considerando i cambiamenti legati agli interventi del 1771 e all'apertura del ponte di Ariccia a metà Ottocento-, che culminano nel famoso complesso di Palazzo Chigi con il retrostante Parco Chigi.
La chiesa ariccina, come la collegiata pontificia di San Tommaso da Villanova a Castel Gandolfo o la chiesa di Sant'Andrea al Quirinale a Roma, è un'opera che appartiene alla maturità berniniana, quando aveva iniziato a privilegiare la pianta centrale: nel caso della collegiata di Ariccia, il Bernini preferì utilizzare una pianta centrale circolare sormontata da una semisfera, schiacciando il tutto verso il basso ma estendendo il complesso longitudinalmente all'esterno, grazie ai due casini porticati laterali che fiancheggiano il portico della chiesa; nel caso dell'altro importante monumento berniniano ai Castelli Romani, la collegiata di Castel Gandolfo, preferì adottare una pianta centrale a croce greca che si estendeva maggiormente verso l'alto grazie ad una cupola più slanciata.

### Esterno

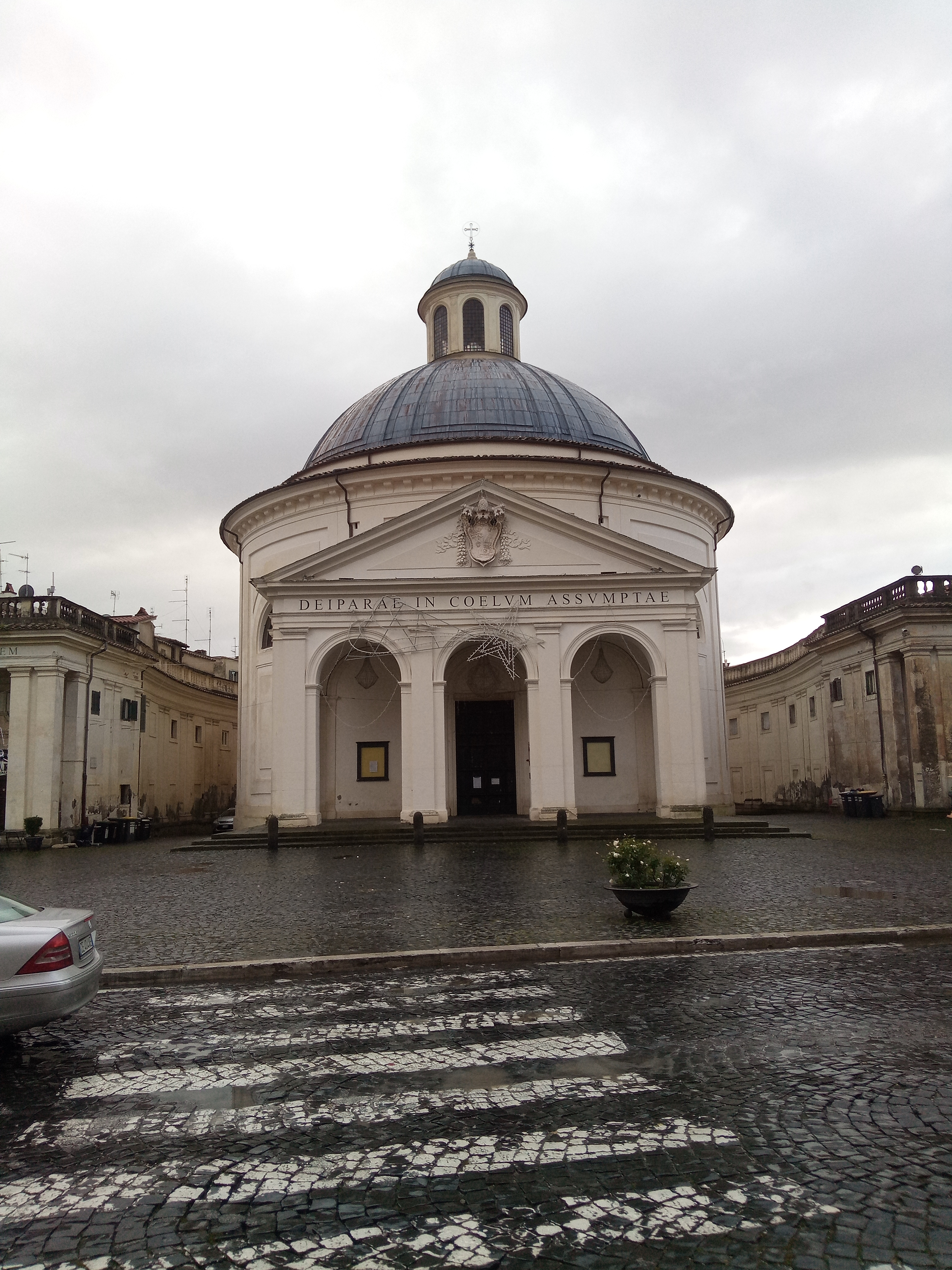
La facciata (dicembre 2020)

La facciata si inquadra nel fronte monumentale di piazza di Corte, progettato da Gian Lorenzo Bernini e mantenuto negli interventi settecenteschi come quinta scenografica antistante la lunga facciata di Palazzo Chigi.
L'ingresso è preceduto da un portico a tre fornici con archi a tutto sesto, richiamato dai due portici laterali anch'essi a tre fornici l'uno, ma privi dell'arco a tutto sesto. Originariamente, sul cornicione del portico si leggeva la scritta Beatae Mariae Virgini Dei Matri in Caelum Assumptae, accompagnata dallo stemma in marmo di papa Alessandro VII: dopo i lavori del 1771 voluti dal principe Sigismondo Chigi lo stemma è rimasto ma la scritta sul cornicione è diventata Deiparae in Coelum Assumptae.
Sopra la porta d'ingresso, c'è una stella -che simboleggia sia la Madonna che i Chigi- con l'iscrizione Stella matutina ora pro nobis.
Su un pilastro del fornice centrale sono collocate le memorie in bronzo della missione gesuita del 1932 e della missione passionista del 1979.

### Interno

#### L'ingresso

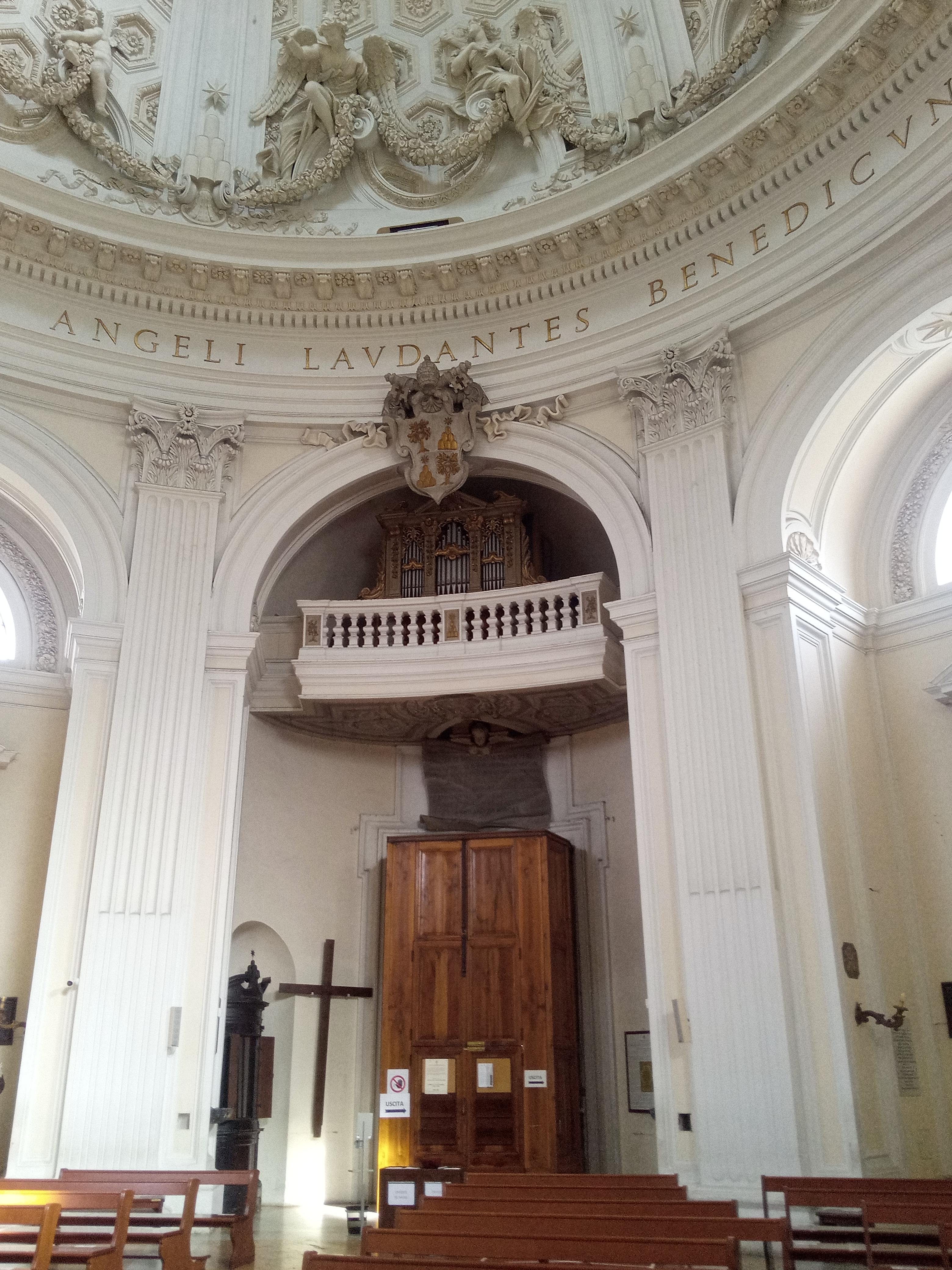
L'ingresso della collegiata (dicembre 2020)

Ai due lati della moderna porta d'ingresso sono collocati due fonti battesimali in legno seicenteschi, oggi privati della loro funzione. Presso la porta d'ingresso, nella pavimentazione originaria, aveva trovato sepoltura per propria volontà l'arciprete Bartolomeo Galloppi di Frascati, letterato ed uomo di cultura che fu fra i fondatori della locale accademia degli Sfaccendati, sede di una proficua esperienza letteraria e teatrale ad Ariccia tra il Seicento ed il Settecento. Lo storico e canonico ariccino Emanuele Lucidi riporta l'artistico epitaffio che l'arciprete stesso si scrisse prima della sua morte nel 1720 -scherzando amaramente sul proprio cognome- e che era, seppur molto usurato dal continuo calpestìo, ancora leggibile alla fine del Settecento:
(Bartolomeo Galloppi, epitaffio dell'arciprete Bartolomeo Galloppi.)
Sulla controfacciata nel progetto originario del Bernini era stata appoggiata una cantoria in peperino che accoglieva un piccolo organo: a causa della pesantezza della struttura che appesantiva la parete minacciando la stabilità dell'intero edificio, nel 1753 il principe Agostino Chigi stanziò la somma di 1200 scudi per ricostruire nelle forme attuali la cantoria e ricollocarvi un organo più imponente.
Sotto alla cantoria dell'organo, sulla controfacciata si legge la seguente lapide, apposta durante i lavori di costruzione della chiesa:
(Iscrizione apposta sulla controfacciata della collegiata di Santa Maria Assunta ad Ariccia.)
Il tutto è sormontato, al centro dell'arco a tutto sesto che incornicia porta e cantoria, da un grande stemma di papa Alessandro VII.

#### L'organo a canne
L'organo a canne della chiesa è stato costruito nella seconda metà del XX secolo dalla ditta organaria Rieger-Kloss.
Lo strumento è collocato sulla cantoria in controfacciata in una cassa barocca. Questa ospitava un precedente organo, opera di Giovanni Matteo di Niccolò e Giovanni Francesco Donadio detto il Mormanno, risalente al 1506 e proveniente dalla chiesa di S. Maria della Pace a Roma, che vi fu collocato dall'organaro Matteo Marione nel 1665. La cassa, intagliata e dipinta, presenta una superficie piana divisa in tre campate, ciascuna contenente sette canne di principale disposte a cuspide. Il sistema di trasmissione è elettrico e la consolle, indipendente, è situata nella terza cappella di sinistra; essa dispone di due tastiere di 61 note ciascuna e di una pedaliera concavo-radiale di 32 note.

#### La cupola

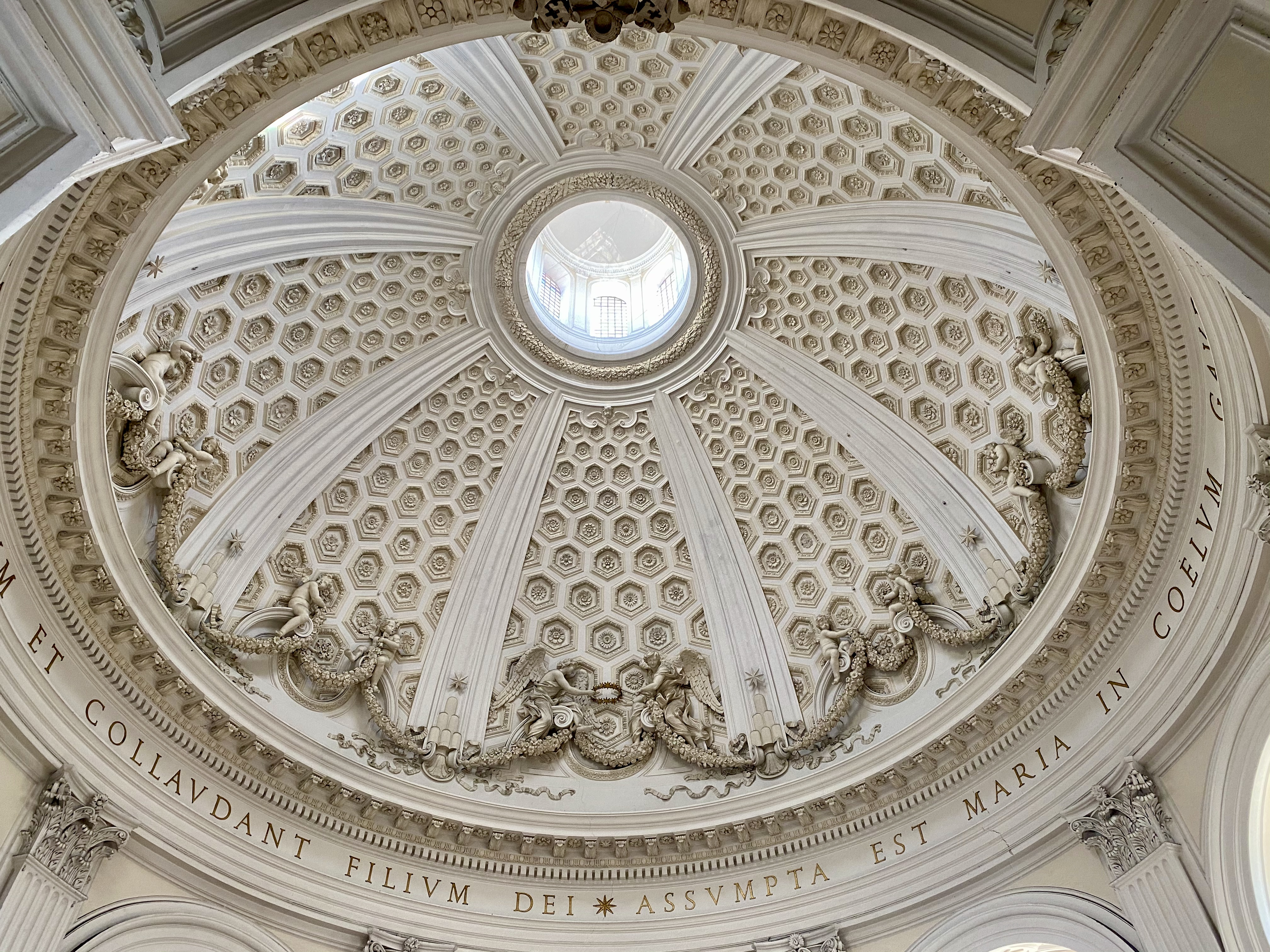
Una veduta dell'interno della cupola, con gli stucchi di Antonio Raggi

I lavori in stucco della cupola sono opera dello scultore ed allievo fedele di Gian Lorenzo Bernini, Antonio Raggi.

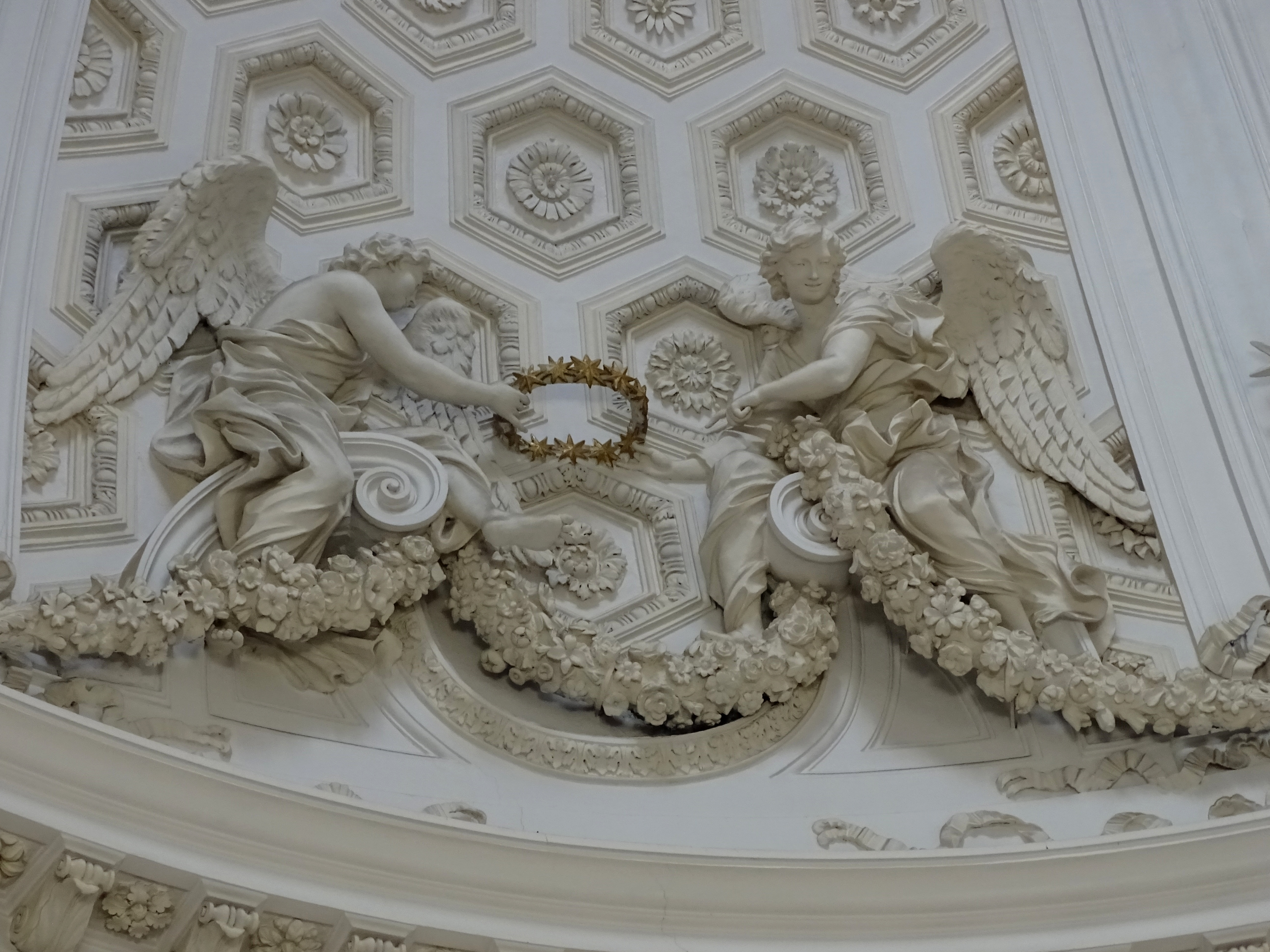
Due degli angeli

La struttura della cupola, del diametro di 17,3 m, vagamente ispirata al Pantheon di Roma nell'imponenza -seppur in piccolo- tanto che sembra fosse desiderio di papa Alessandro VII di fare di questa chiesa una sorta di "Pantheon Mariano", è sorretta da otto pilastri: nella calotta della cupola sono raffigurati sedici angeli -due per ogni campata- che sostengono ghirlande e di quercia e lunghi festoni arborei. L'intera superficie convessa è punteggiata da cassettoni esagonali che vanno a rimpicciolirsi nel progredire verso l'occhialone centrale, al quale convergono le otto fasce bianche dei costoloni. L'occhialone centrale di cui sopra è sormontato da una lanterna.
Lungo tutto il cornicione interno su cui appoggia la cupola all'interno si legge la seguente iscrizione:
(Iscrizione sul cornicione della cupola)

#### Gli altari laterali
Gli altari laterali sono sei: si presentano rivestiti di stucchi e presentano un timpano alternato sorretto da due colonne.

##### Emisfero destro

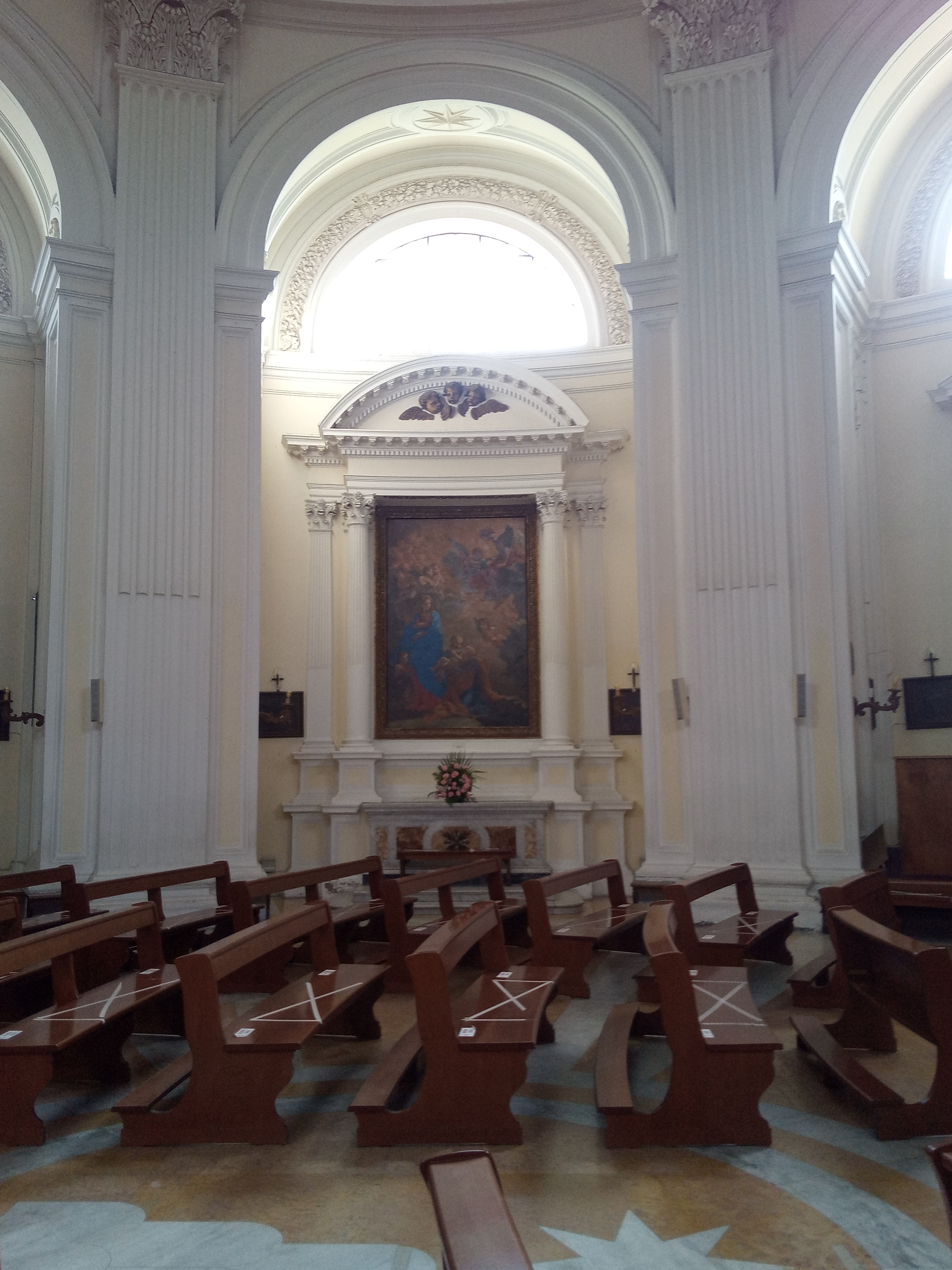
L'altare della Sacra Famiglia (dicembre 2020)

- Altare di san Tommaso da Villanova.

Accoglie un dipinto di grandi dimensioni raffigurante "San Tommaso da Villanova agonizzante" opera del pittore Raffaele Vanni, pagata dall'elemosiniere segreto di papa Alessandro VII 200 scudi nel 1665.
- Altare della Sacra Famiglia.

Il quadro dell'altare è una "Sacra Famiglia", o '"Riposo durante la fuga in Egitto", di Ludovico Gimignani, pagato nel 1665 200 scudi assieme ad un altro quadro dipinto dal fratello del Gimignani.
Ad una parete della nicchia dell'altare sono collocate tre lapidi funerarie della famiglia Nardini risalenti alla metà dell'Ottocento: la lapide del piccolo Ugo Nardini del 1847, la lapide del fratello di questi Pio Nardini del 1848 ed infine la lapide della madre di questi, Giulietta Masini, morta nel 1849, apposta dal marito Lorenzo Nardini.
- Altare di sant'Antonio abate.

La tela d'altare, pagata per 200 scudi nel 1665 assieme al quadro precedentemente menzionato, è un "Sant'Antonio abate" eseguito da Giacinto Gimignani, fratello di Ludovico.

##### Emisfero sinistro
- Altare di san Francesco di Sales.

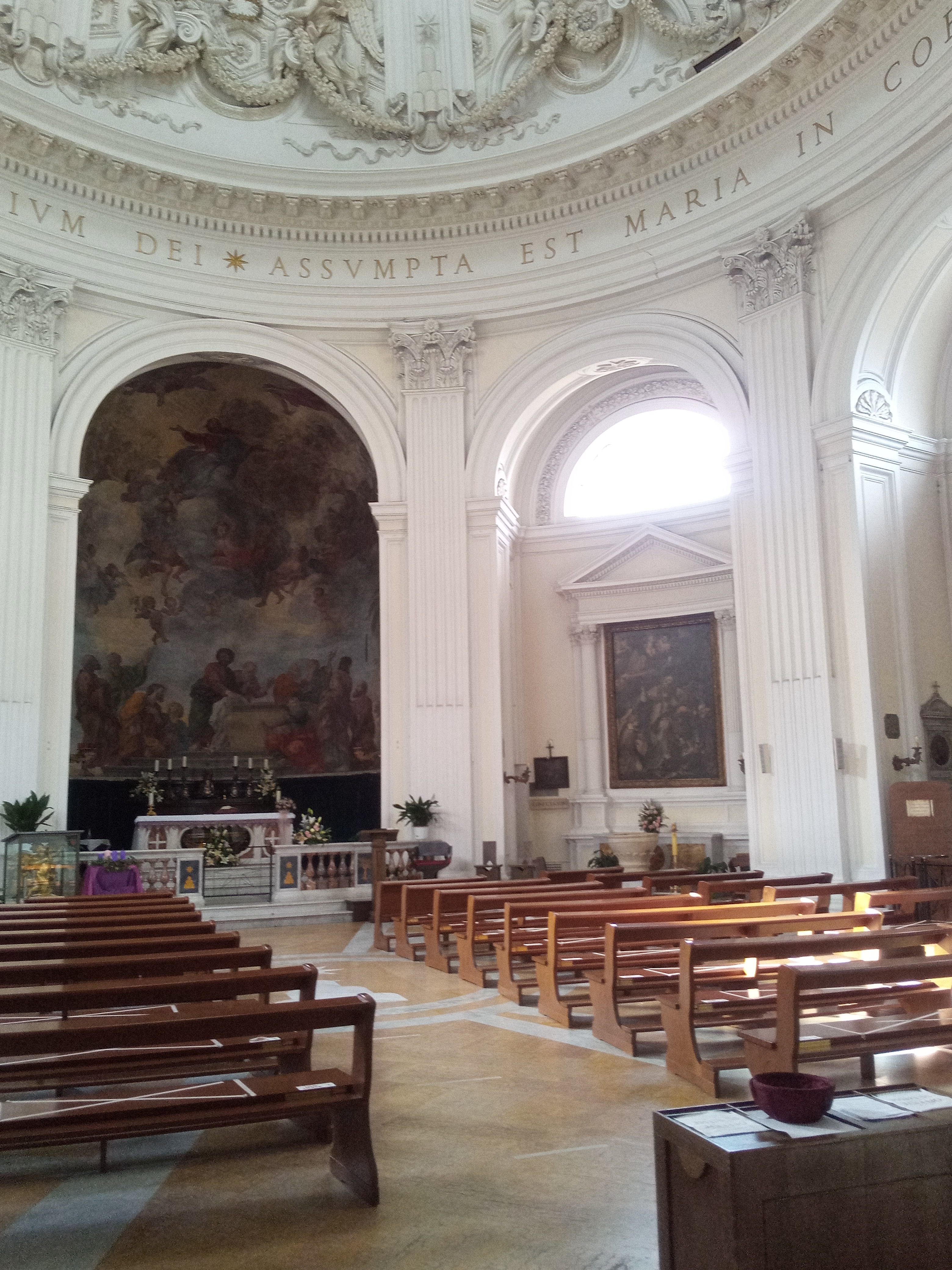

Il quadro che adorna questo altare è un "San Francesco di Sales" del pittore Alessandro Taruffi, costato 110 scudi.
- Altare di sant'Agostino e della Santissima Trinità.

Questo altare ospita una tela di Bernardino Mei raffigurante "Sant'Agostino", costata nel 1665 160 scudi. Sull'altare è collocato un recente dipinto rotondo di piccole dimensioni del Sacro Cuore di Gesù.
Ad una parete di questo altare venne collocata la lapide celebrativa della consacrazione della collegiata, il 18 ottobre 1778, operata dal cardinale vescovo della diocesi suburbicaria di Sabina Andrea Corsini con la partecipazione del cardinale vescovo della diocesi suburbicaria di Albano François-Joachim de Pierre de Bernis:
- Altare di san Rocco.

In questo altare è conservata la tela del "San Rocco" del misterioso Alessandro Mattia da Farnese, il "Prete Farnesiano", costata 120 scudi all'elemosiniere segreto di papa Alessandro VII.

#### L'abside

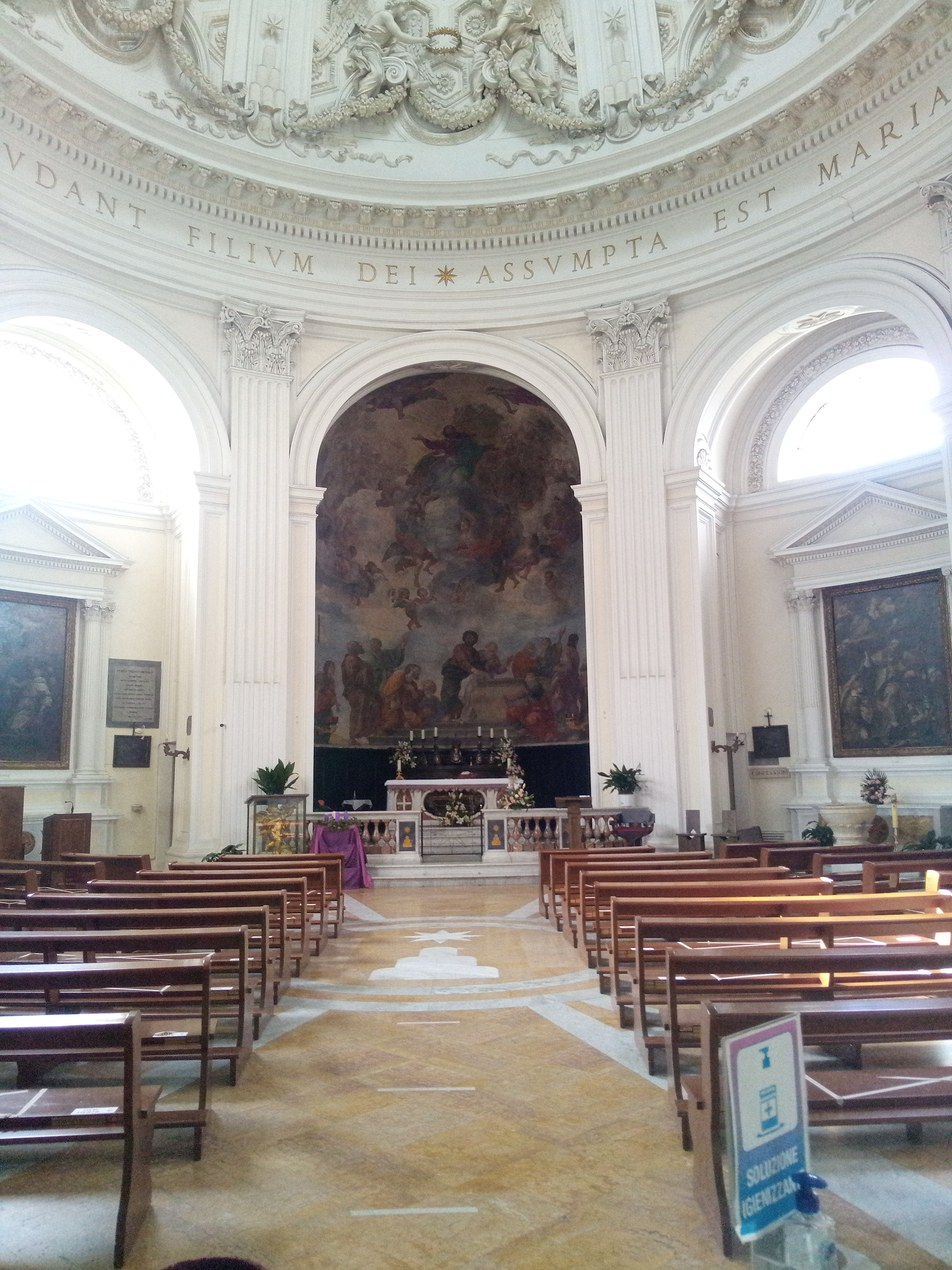
L'abside (dicembre 2020)

Il catino absidale è interamente occupato da un grande affresco di Jacques Courtois detto il Borgognone raffigurante l'Assunzione di Maria. Il dipinto, retribuito 400 scudi, raffigura Maria, alcuni angeli che la sollevano e, sotto, gli apostoli.

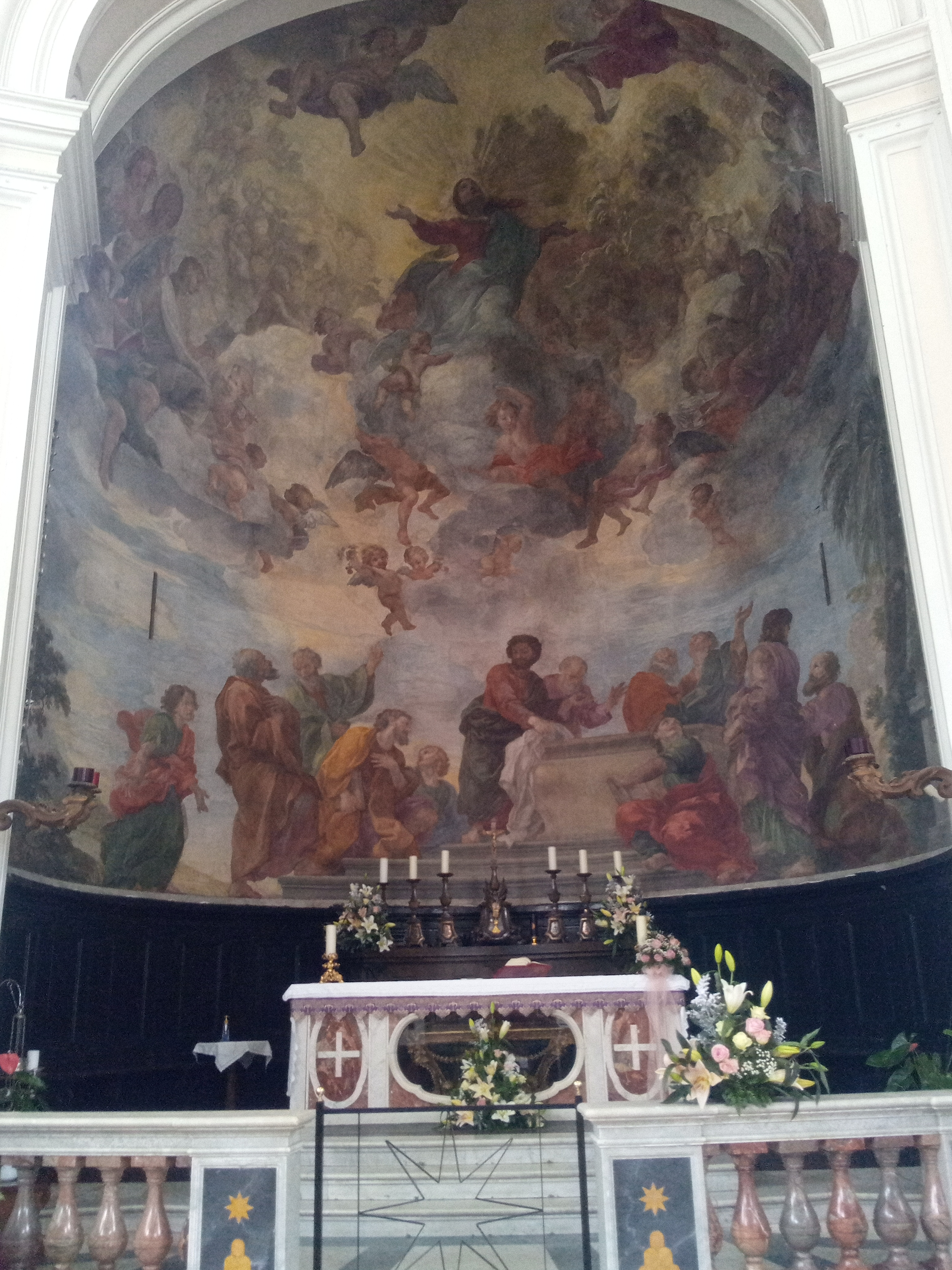
L'affresco che decora l'abside (dicembre 2020)

Davanti all'affresco è collocato il coro per il capitolo dei canonici ed il tabernacolo, opere risalenti almeno al 1687, quando il cardinale Flavio Chigi ordinò di staccare l'altare maggiore dalla parete e di collocarlo dove è ora, al centro dell'abside. Un nuovo intervento all'abside venne effettuato nel 1779, conl'almpliamento del presbiterio verso la chiesa e la realizzazione della balaustra di legno che ancora oggi lo delimita. Più recenti sono gli interventi per la realizzazione dell'ambone e della sede esterni alla balaustra.

#### La sagrestia
La sagrestia progettata originariamente da Gian Lorenzo Bernini era stata giudicata troppo angusta dall'arciprete e dai canonici: perciò, si rese necessario l'allargamento della stessa, che fu possibile -come racconta il Lucidi- solo nel 1769 grazie alla munificenza del canonico Paolo Minini e del marchese Orazio Casati, originario di Piacenza: il primo donò alla parrocchia alcuni locali che possedeva a ridosso della sagrestia vecchia, ed il secondo invece finanziò i lavori di muratura necessaria a collegare i due ambienti con la somma di 100 scudi, concessa in cambio della promessa in perpetuo di celebrare in suo onore una messa in suffragio all'anno. In memoria di questo ampliamento, venne apposta la seguente lapide sulla porta della sagrestia nuova:
(iscrizione sulla lapide apposta sopra la porta della sagrestia nuova della collegiata di Santa Maria Assunta ad Ariccia.)
Il 9 luglio 1775 la Congregazione dei Riti autorizzò la celebrazione della messa in una cappella ricavata nella sagrestia della collegiata ad uso di sacerdoti vecchi o malati.
Alla sagrestia, attualmente, si entra da una porticina semi-nascosta dietro un pilastro alla sinistra dell'altare maggiore -in cornu Epistolae-, che attraverso uno stretto corridoio conduce ad una serie di quattro o cinque stanze, collegate attraverso una ripida scala alla casa dell'arciprete e dei suoi collaboratori, oltre che all'esterno sul retro della collegiata. Nel corso degli anni ottanta e novanta del Novecento nei locali simmetricamente opposti all'attuale sagrestia, a cui si accede da una porticina semi-nascosta dietro un pilastro alla destra dell'altare maggiore, sono stati ricavati i locali per ospitare un piccolo museo parrocchiale, contenente arredi liturgici relativamente antichi e preziosi ed altre suppellettili sacre conservate nella sagrestia. Negli stessi locali è conservata la statua in legno dorato di sant'Apollonia -santa patrona di Ariccia- ed ha sede il confessionale.

## Critica architettonica

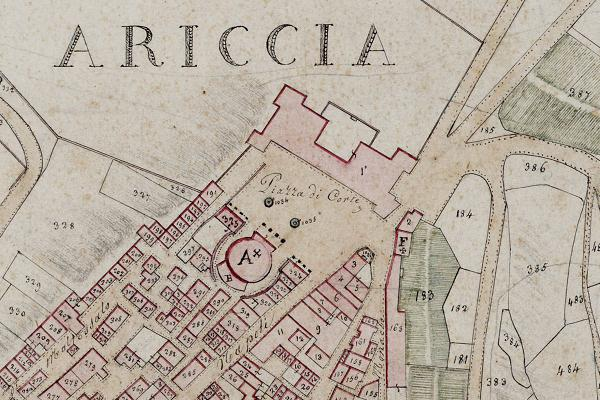
Piazza di Corte nel catasto Gregoriano (1835): a Palazzo Chigi si oppone la collegiata.

La chiesa dell'Assunta costituisce una delle opere paradigmatiche dell'architettura barocca. De Fusco ne evidenzia la derivazione in pianta dai modelli bramanteschi, come il tempietto circolare di San Pietro in Montorio, mentre Norberg-Schulz la pone in diretta corrispondenza con il Pantheon di Roma. Se all'interno i caratteri barocchi si colgono nella ricca decorazione plastica, all'esterno l'invenzione barocca si manifesta nella disposizione urbana del complesso, che vede la chiesa, con le due ali simmetriche che si sviluppano intorno ad un corridoio anulare, fronteggiare la mole di palazzo Chigi. Così si esprime Cesare Brandi:
(Cesare Brandi, La prima architettura barocca, Bari 1970, p. 155.)
Secondo Norberg-Schulz, la collegiata di Santa Maria Assunta:

## La parrocchia
Con 7 500 abitanti la parrocchia di Santa Maria Assunta è la più grande del territorio ariccino, ma non la più grande della vicarìa. Dall'inizio degli anni novanta la parrocchia di Santa Maria Assunta è retta dallo stesso parroco della parrocchia del santuario di Santa Maria di Galloro (2 500 abitanti), controllando così la maggior parte del territorio comunale di Ariccia.
Oltre alla collegiata ed al santuario, altri luoghi di culto cattolici nella parrocchia si trovano presso l'oratorio di via Silvia, costruito nel 1856 sull'omonima strada in mezzo al centro storico di Ariccia, e presso la "memoria" del ritrovamento della Madonna di Galloro, proprio sotto al santuario omonimo. Fa parte della parrocchia anche l'oratorio parrocchiale "San Giovanni Bosco", situato in via Antonietta Chigi.